# Saxon-Sion
Pour les articles homonymes, voir Saxon et Sion.
Saxon-Sion est une commune française située dans le département de Meurthe-et-Moselle, en région Grand Est.

## Géographie

### Communes limitrophes
| Chaouilley                    |                       | Praye       |
| Vaudémont They-sous-Vaudemont | Saxon-Sion            |             |
| Gugney                        | Forcelles-sous-Gugney | Housséville |

### Hydrographie
La commune est dans le bassin versant du Rhin au sein du bassin Rhin-Meuse. Elle est drainée par le ruisseau de Achecourt et le ruisseau de Breuil,.

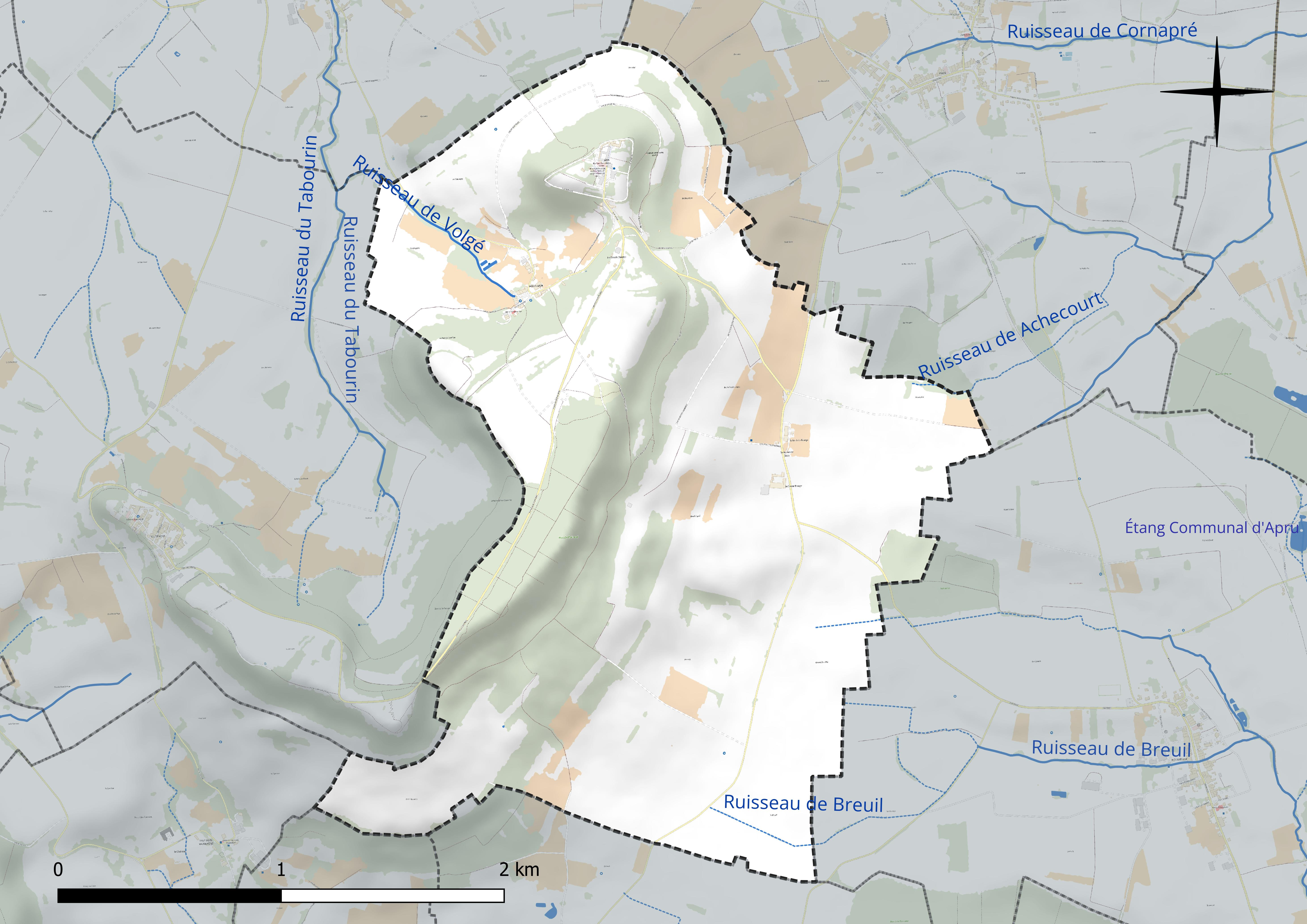
Réseau hydrographique de Saxon-Sion.

### Climat
Pour des articles plus généraux, voir Climat du Grand Est et Climat de Meurthe-et-Moselle.
En 2010, le climat de la commune est de type climat de montagne, selon une étude du Centre national de la recherche scientifique s'appuyant sur une série de données couvrant la période 1971-2000. En 2020, Météo-France publie une typologie des climats de la France métropolitaine dans laquelle la commune est dans une zone de transition entre le climat océanique altéré et le climat océanique altéré et est dans la région climatique  Lorraine, plateau de Langres, Morvan, caractérisée par un hiver rude (1,5 °C), des vents modérés et des brouillards fréquents en automne et hiver. 
Pour la période 1971-2000, la température annuelle moyenne est de 8,9 °C, avec une amplitude thermique annuelle de 16,8 °C. Le cumul annuel moyen de précipitations est de 1 139 mm, avec 13,2 jours de précipitations en janvier et 10,6 jours en juillet. Pour la période 1991-2020, la température moyenne annuelle observée sur la station météorologique de Météo-France la plus proche, « Mirecourt-inra », sur la commune de Mirecourt à 15 km à vol d'oiseau, est de 10,4 °C et le cumul annuel moyen de précipitations est de 824,3 mm. 
La température maximale relevée sur cette station est de 39,5 °C, atteinte le 25 juillet 2019 ; la température minimale est de −19,5 °C, atteinte le 20 décembre 2009,,. 
Les paramètres climatiques de la commune ont été estimés pour le milieu du siècle (2041-2070) selon différents scénarios d'émission de gaz à effet de serre à partir des nouvelles projections climatiques de référence DRIAS-2020. Ils sont consultables sur un site dédié publié par Météo-France en novembre 2022.

## Urbanisme

### Typologie
Au 1er janvier 2024, Saxon-Sion est catégorisée commune rurale à habitat très dispersé, selon la nouvelle grille communale de densité à sept niveaux définie par l'Insee en 2022.
Elle est située hors unité urbaine. Par ailleurs la commune fait partie de l'aire d'attraction de Nancy, dont elle est une commune de la couronne,. Cette aire, qui regroupe 353 communes, est catégorisée dans les aires de 200 000 à moins de 700 000 habitants,.

### Occupation des sols
L'occupation des sols de la commune, telle qu'elle ressort de la base de données européenne d’occupation biophysique des sols Corine Land Cover (CLC), est marquée par l'importance des territoires agricoles (82,4 % en 2018), une proportion sensiblement équivalente à celle de 1990 (82,5 %). La répartition détaillée en 2018 est la suivante : prairies (42,8 %), terres arables (29,5 %), forêts (12 %), zones agricoles hétérogènes (9 %), milieux à végétation arbustive et/ou herbacée (5,5 %), cultures permanentes (1,2 %). L'évolution de l’occupation des sols de la commune et de ses infrastructures peut être observée sur les différentes représentations cartographiques du territoire : la carte de Cassini (XVIIIe siècle), la carte d'état-major (1820-1866) et les cartes ou photos aériennes de l'IGN pour la période actuelle (1950 à aujourd'hui).

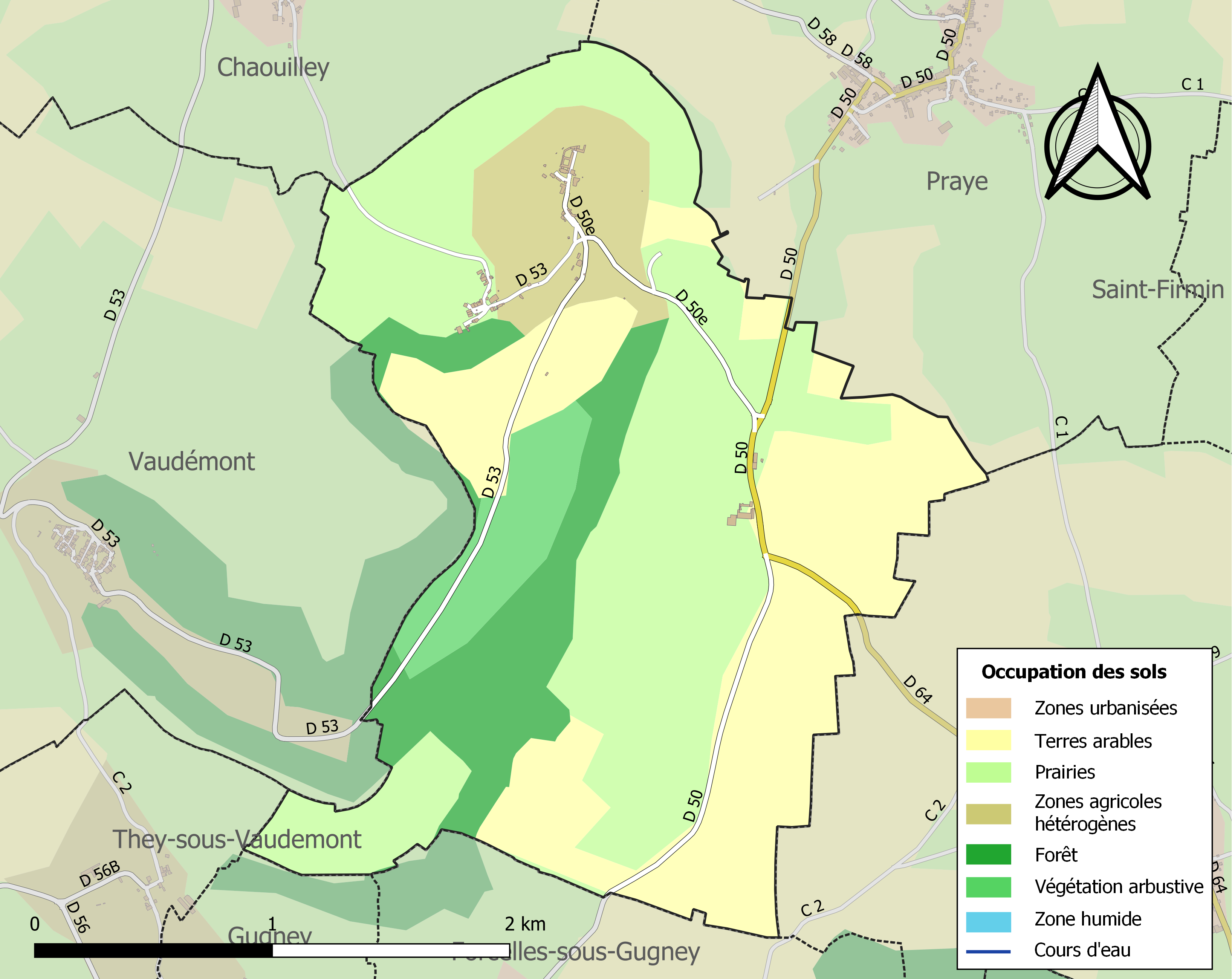
Carte des infrastructures et de l'occupation des sols de la commune en 2018 (CLC).

## Toponymie

### Saxon
Anciennes mentions : Saisons (1174), Saysons (1178), Soisons (1276), Saison (1397), Soixon (1496), Saxon ou Sexon (1840).

En lorrain : Sachon.
Ce nom pourrait provenir de celui des Saxons, dont un groupe a pu venir s'installer sur le site à la fin de la période gallo-romaine ou après la chute de l'Empire romain. Une nécropole mérovingienne de la fin de l'Empire a d'ailleurs été retrouvée aux abords de Sion et selon Charles Cournault, archéologue du XIXe siècle, une autre nécropole mérovingienne se trouverait précisément sur le site de Saxon.

### Sion
Anciennes mentions : Sointense (VIe siècle), Suentisium en 870, Soentensi en 877. Ce nom est à rapprocher de celui du Saintois, ancien pagus Sugentensis en 709, puis pago Sungentensi en 800.
Le Saintois est donc littéralement le « pays de Sion », mais il n'y a aucune certitude sur l'étymologie des noms Sointense et Sugentensis.
Xavier Delamarre (op. cit.) propose une construction sur le nom de personne gaulois Sugentos (Sion serait alors le domaine de Sugentos), tandis que Jacques Lacroix, s'appuyant sur des toponymes similaires concernant des sites perchés en position dominante, comme Suin, ancien Seudonense puis Seduno en Saône-et-Loire et Sion, ancien Sedunum (mais probablement issu du nom du peuple, les Seduni), propose un modèle Sego-dunum, la « Forteresse de la Victoire », qui était aussi l'ancien nom de Rodez. Cette hypothèse, qui reste à confirmer, serait très cohérente avec l'histoire du site, les Celtes y ayant très anciennement installé un oppidum puissant, notamment à l'époque des « princes celtes » au VIIe siècle av. J.-C. (Hallstattien). L'évolution de la forme Segodunum au Sion actuel serait d'ailleurs exactement similaire à celle ayant mené de Lug(u)dunum à Lyon (dont le y, non étymologique, est pour distinguer la ville du nom de l'animal).

## Histoire
(septembre 2023).
- Occupée dès le néolithique.
- Un habitat permanent est attesté au XIVe siècle avant notre ère, qui commerce avec le bassin méditerranéen.
- Les Celtes y vénèrent Rosmerta. Le site de Sion devient un oppidum de la cité des Leuques.
- Lors de la Pax Romana, un important vicus se développe. Le culte de Rosmerta y est associé à celui de Mercure.
- L'arrivée du christianisme fit doucement transposer le culte important d'une déesse en celui de la Vierge Marie.
- Les chrétiens y firent leur apparition au Ve siècle et, en 986, une communauté de chanoines y assurait le culte de la Vierge.
- À partir de 1070, Sion devint un important centre de pèlerinage.
- Fondation d'une confrérie de chevaliers de Notre-Dame en 1393, puis d'un couvent de franciscains tiercelins en 1627.
- En 1669, Notre-Dame de Sion fut proclamée souveraine de la Couronne de Lorraine.
- Les religieux, expulsés en 1792, furent remplacés en 1837 par la communauté organisée par les frères Baillard, bientôt considérés comme schismatiques.
- Les oblats de Marie assurent le culte depuis 1853.

## Politique et administration

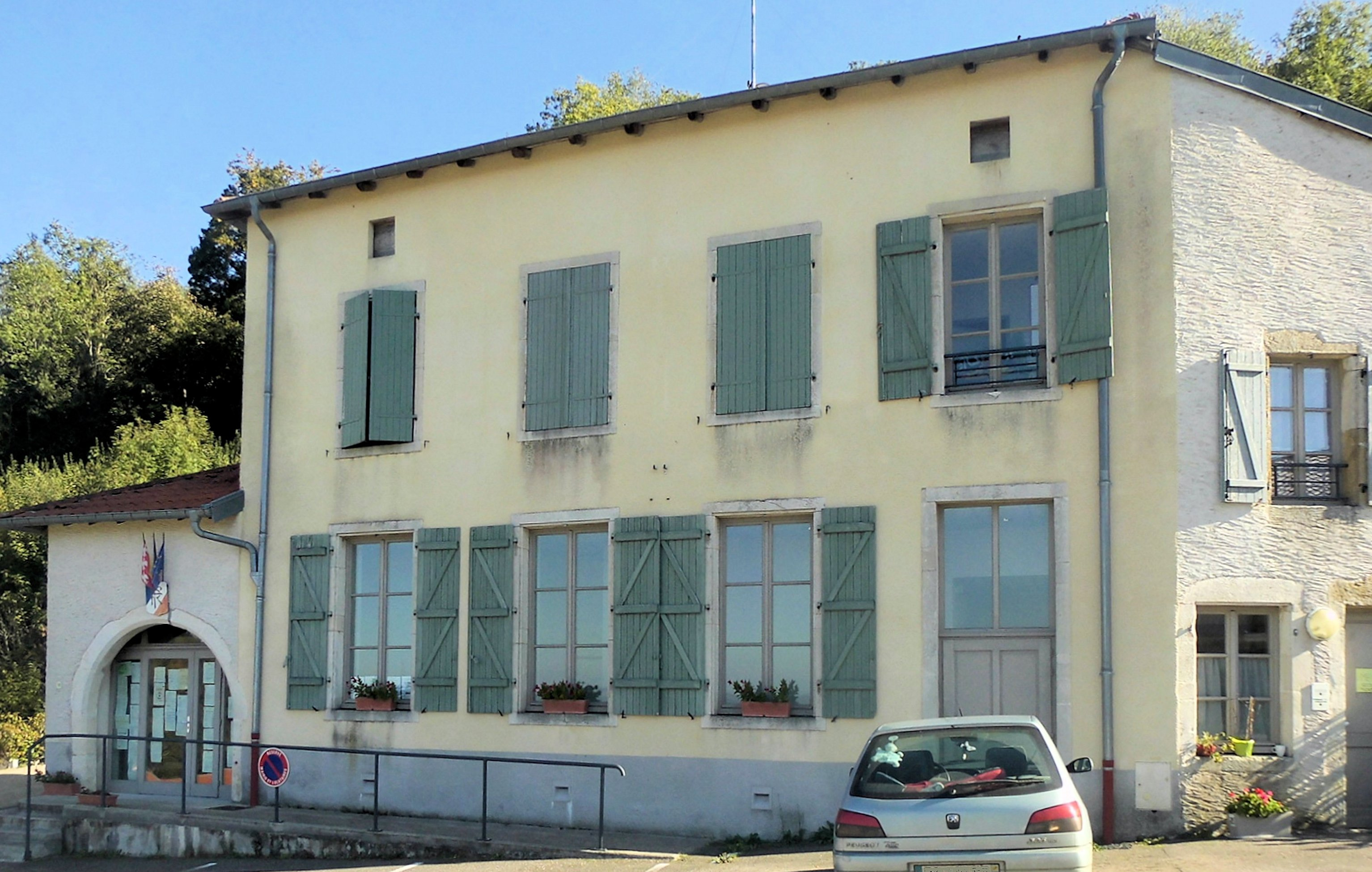
La mairie.

| Période                                  | Période                   | Identité                                         | Étiquette      | Qualité  |
| ---------------------------------------- | ------------------------- | ------------------------------------------------ | -------------- | -------- |
| Les données manquantes sont à compléter. |                           |                                                  |                |          |
| avant 1988                               | ?                         | Bernard Parisot                                  | sans étiquette | retraité |
| mars 1995                                | En cours (au 26 mai 1995) | Francine Parisot Réélue pour le mandat 2020-2026 | sans étiquette | maire    |

## Population et société

### Démographie
L'évolution du nombre d'habitants est connue à travers les recensements de la population effectués dans la commune depuis 1793. Pour les communes de moins de 10 000 habitants, une enquête de recensement portant sur toute la population est réalisée tous les cinq ans, les populations de référence des années intermédiaires étant quant à elles estimées par interpolation ou extrapolation. Pour la commune, le premier recensement exhaustif entrant dans le cadre du nouveau dispositif a été réalisé en 2007.

En 2022, la commune comptait 66 habitants, en évolution de −29,79 % par rapport à 2016 (Meurthe-et-Moselle : −0,13 %, France hors Mayotte : +2,11 %).
| 1793 | 1800 | 1806 | 1821 | 1831 | 1836 | 1841 | 1846 | 1851 |
| ---- | ---- | ---- | ---- | ---- | ---- | ---- | ---- | ---- |
| 205  | 241  | 274  | 251  | 270  | 325  | 384  | 324  | 283  |

| 1856 | 1861 | 1872 | 1876 | 1881 | 1886 | 1891 | 1896 | 1901 |
| ---- | ---- | ---- | ---- | ---- | ---- | ---- | ---- | ---- |
| 258  | 258  | 260  | 313  | 309  | 291  | 357  | 311  | 297  |

| 1906 | 1911 | 1921 | 1926 | 1931 | 1936 | 1946 | 1954 | 1962 |
| ---- | ---- | ---- | ---- | ---- | ---- | ---- | ---- | ---- |
| 156  | 153  | 116  | 110  | 145  | 128  | 109  | 102  | 114  |

| 1968 | 1975 | 1982 | 1990 | 1999 | 2006 | 2007 | 2012 | 2017 |
| ---- | ---- | ---- | ---- | ---- | ---- | ---- | ---- | ---- |
| 88   | 96   | 84   | 80   | 80   | 71   | 70   | 75   | 102  |

| 2022 | - | - | - | - | - | - | - | - |
| ---- | - | - | - | - | - | - | - | - |
| 66   | - | - | - | - | - | - | - | - |

### Manifestations culturelles et festivités
Le 4 juillet 2009, l'écrivain Marek Halter reçoit, lors du festival Festi-Livre de Saxon-Sion, le prix Femmes de paix 2009 pour le récompenser de son œuvre consacrée aux femmes, notamment sa trilogie sur les femmes de la Bible traduite en 22 langues et best-seller.

## Économie
La commune a été pendant 10 ans le siège du guide gastronomique Le Bottin Gourmand, avant son rachat en 2010.

## Culture locale et patrimoine

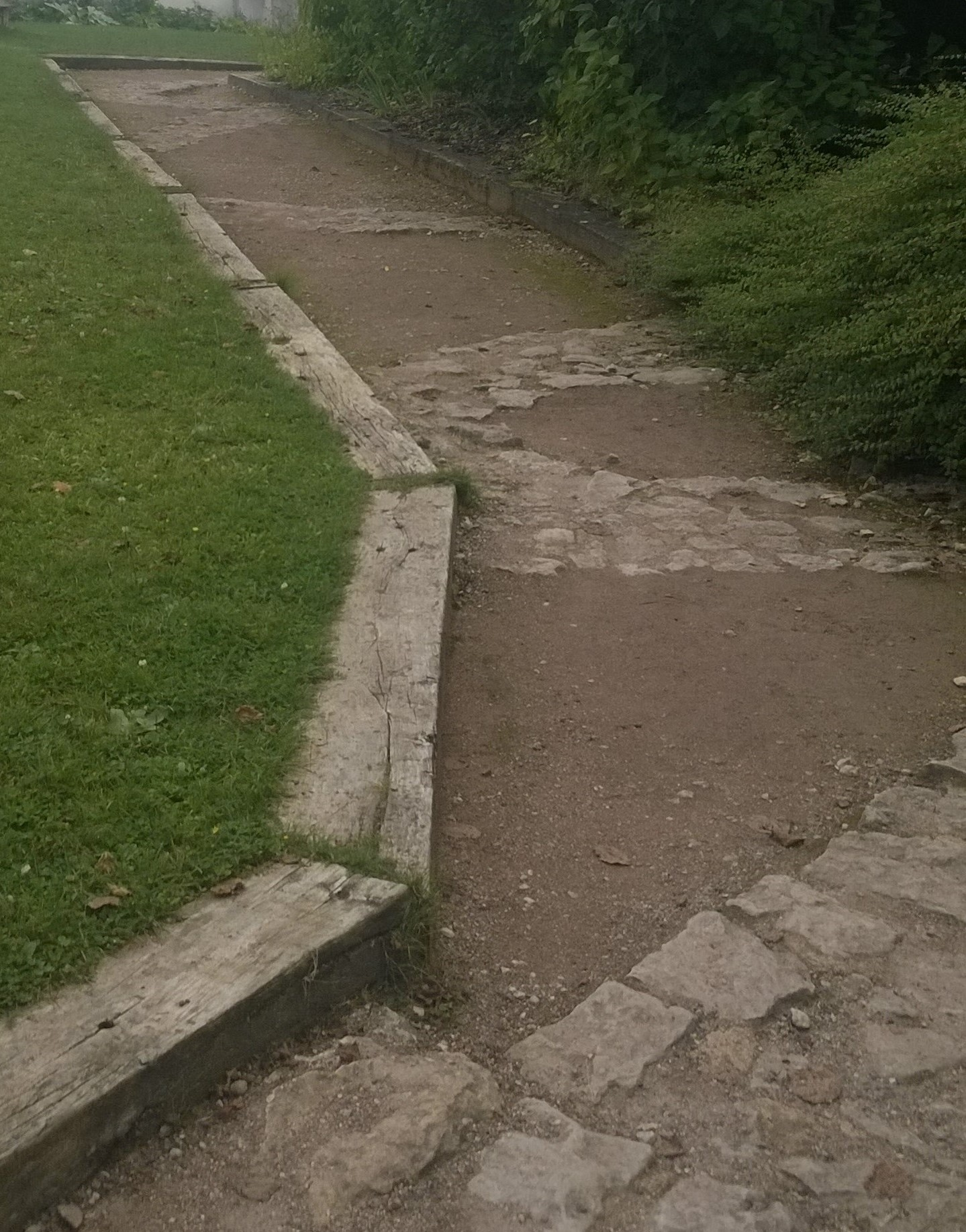
Chemin archéologique.

### Lieux et monuments

#### Édifices civils

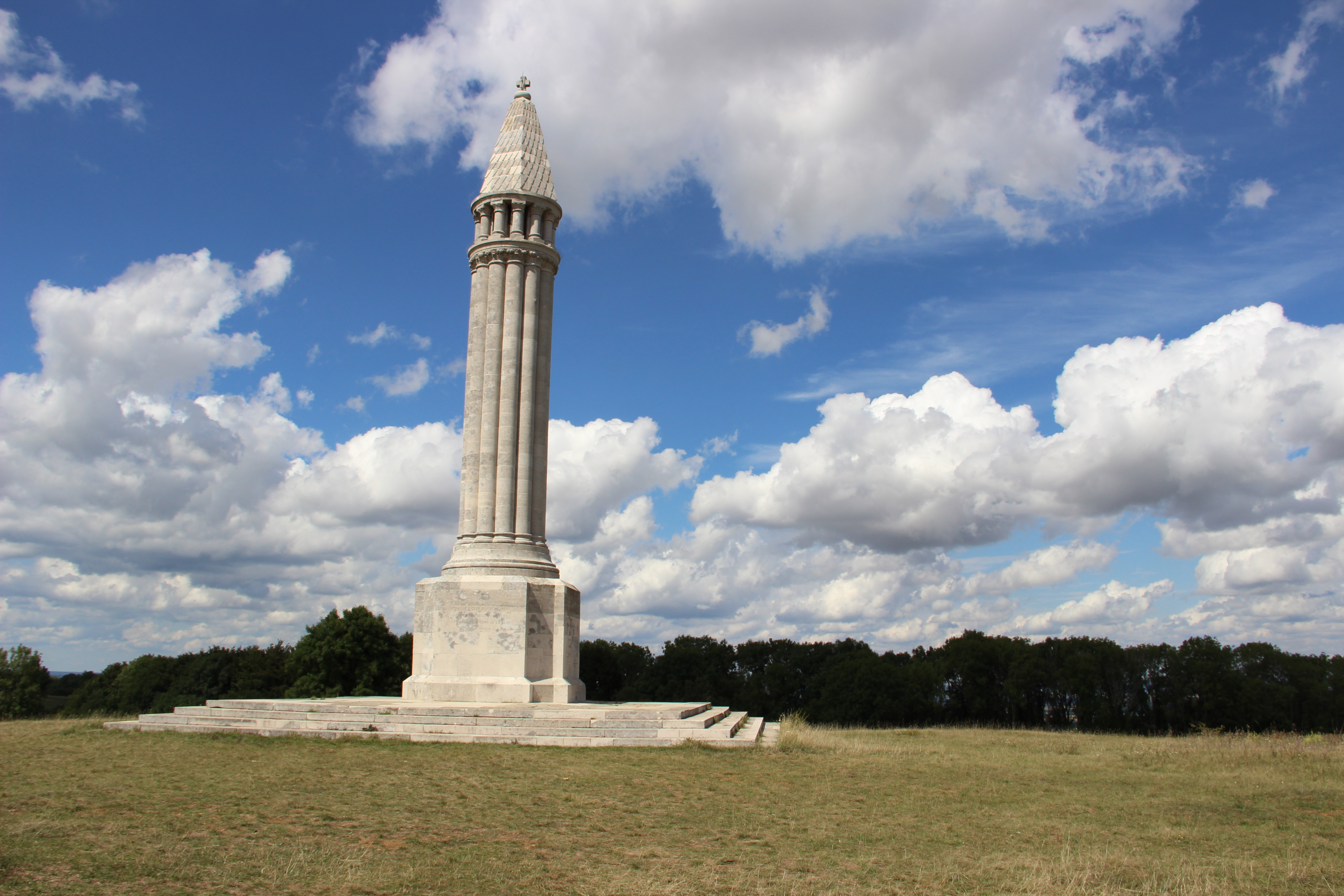
Monument Barrès.

- Saxon-Sion possède sur son territoire la colline de Sion qui a inspiré Maurice Barrès pour son roman La colline inspirée. Un culte marial très ancien est célébré sur la colline, sur laquelle a été édifiée la basilique Notre-Dame de Sion.
- Nombreux vestiges de substructions de l'âge du fer et surtout de l'époque gallo-romaine ; nombreux éléments de mobilier aux musées de Nancy et d’Épinal.
- Site archéologique de la colline de Sion, objet d’une inscription au titre des monuments historiques par arrêté du 4 septembre 1995[29].
- Vestiges d'un château dans la rue Haute.
- Mémorial des Alsaciens et des Lorrains : ex-voto patriotique (1870/1918/1945).

#### Édifices religieux
- Basilique Notre-Dame de Sion anciennement église paroissiale de la Nativité-de-la-Vierge ; couvent des tiercelins[30], actuellement de missionnaires oblats de Marie-Immaculée, mentionnée en 1065 : elle dépend alors de la collégiale Saint-Gengoult de Toul ; chœur reconstruit dans le premier tiers du XIVe siècle ; réparée en 1500 et 1505 ; toitures de la nef et du chœur, façade occidentale restaurées en 1627 ; sacristie construite de 1628 à 1630 ; fenêtres du chœur repercées en 1687 ; nef agrandie en 1741, date portée, 2e sacristie construite en 1741 ; tour clocher et 1re travée de la nef construites de 1858 à 1869 ; chapelle absidale construite en 1870 ; exhaussement des murs gouttereaux en 1871 ; intérieur restauré en 1923 ; chœur restauré en 1965, 1966 ; restauration générale en 1988. Couvent fondé le 24 avril 1626 par le duc de Lorraine François II ; corps sud et est construits en 1626, 1627 ; détruits en 1627 par un ouragan, reconstruits en 1629 ; corps nord construit en 1663 pour Charles IV et sa cour ; charpente réparée en 1694 ; corps est reconstruit en 1837, 1838 pour les frères Baillard, nouveaux propriétaires ; racheté en 1868 par Mgr Foulon et donné aux missionnaires oblats de Marie-Immaculée. La totalité de la basilique plus les façades et les toitures de l'ancien couvent sont inscrites au titre des monuments historiques par arrêté du 30 décembre 2003[1].
- Éperon Saint-Joseph.
- Chapelle ermitage des clarisses.
- Chapelle en plein air Notre-Dame-des-Lumières.
- Chapelle Notre-Dame-de-Sion jouxtant la basilique.
- Chapelle Notre-Dame-de-Pitié.
- Croix élevée en 1622 par Marguerite de Gonzague.
- Sépulture des frères Baillard.

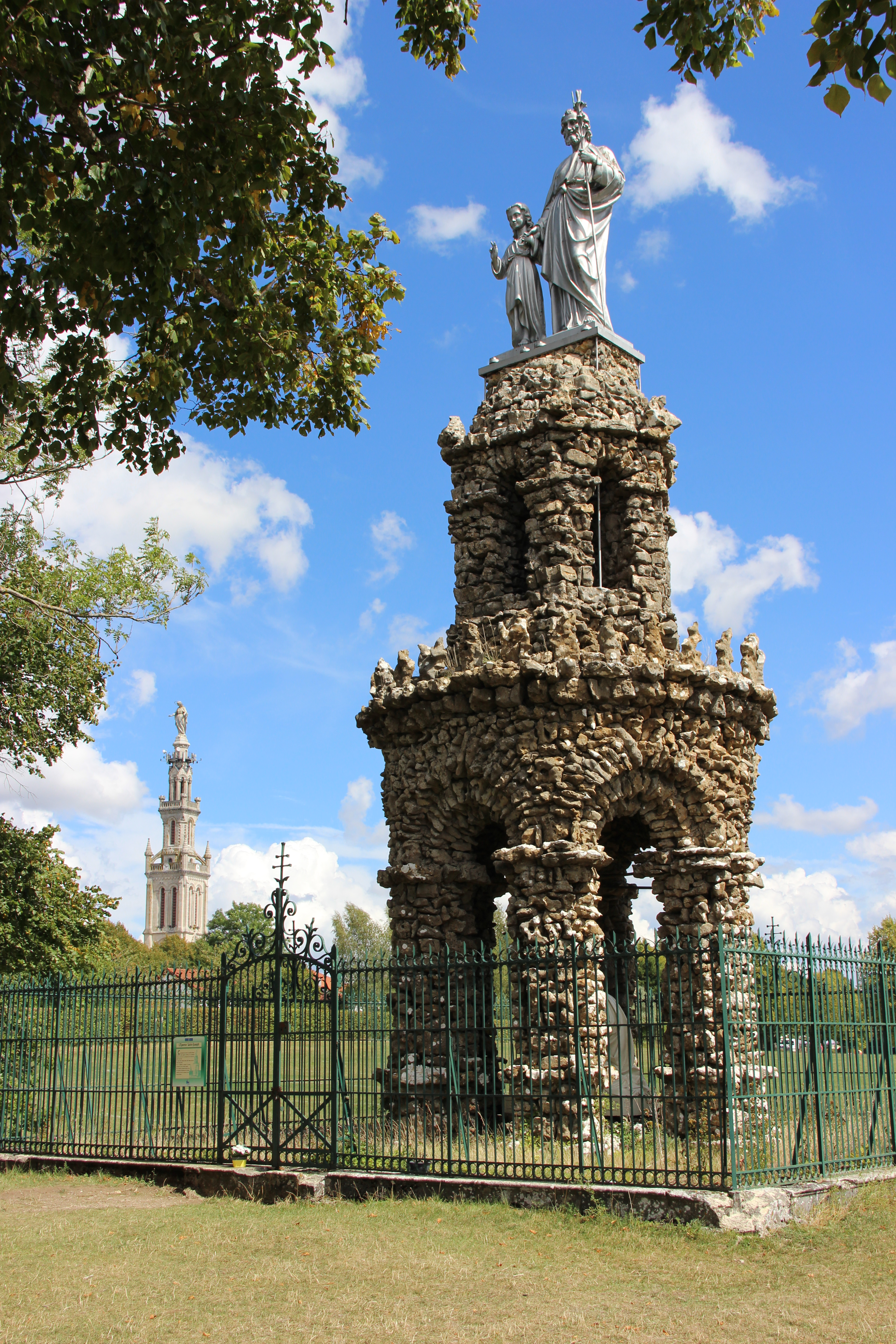
Éperon Saint-Joseph.
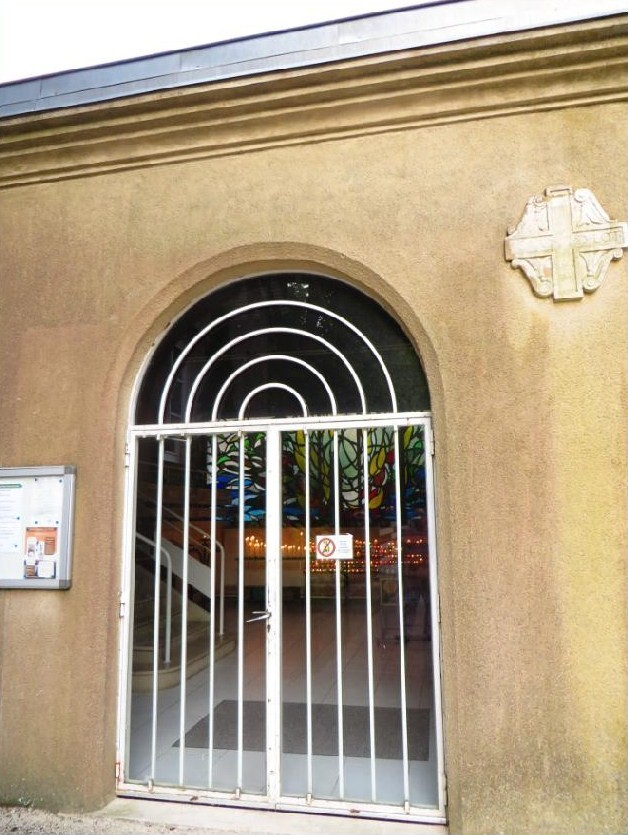
Chapelle Notre-Dame-de-Sion.
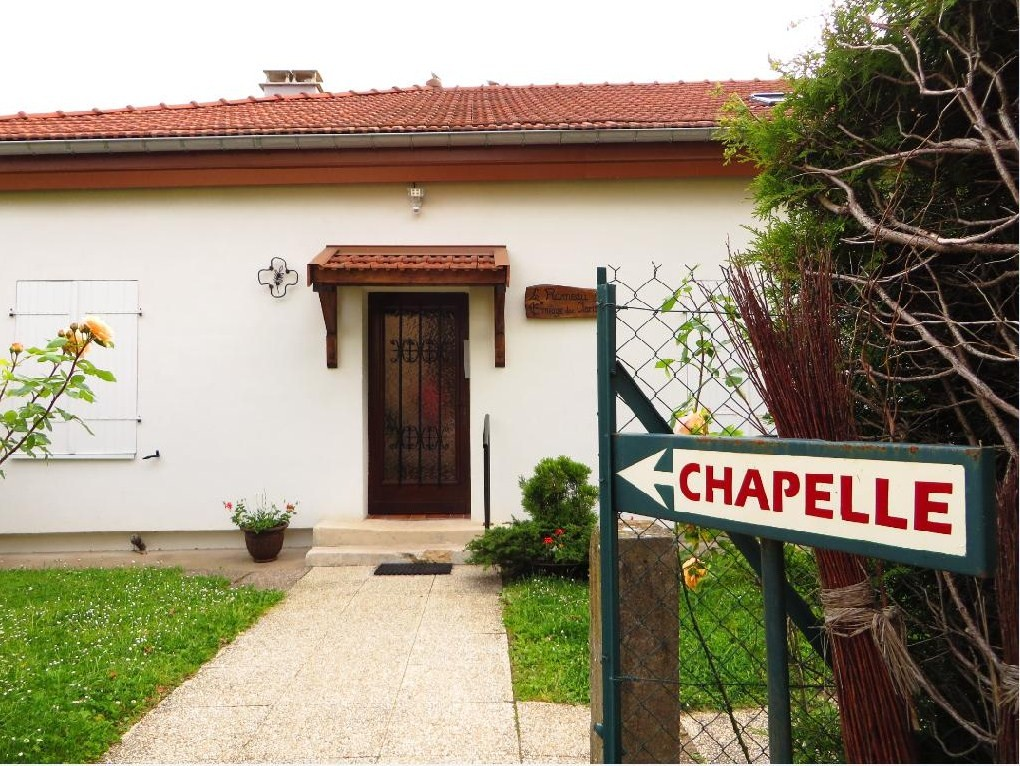
Chapelle ermitage des clarisses.
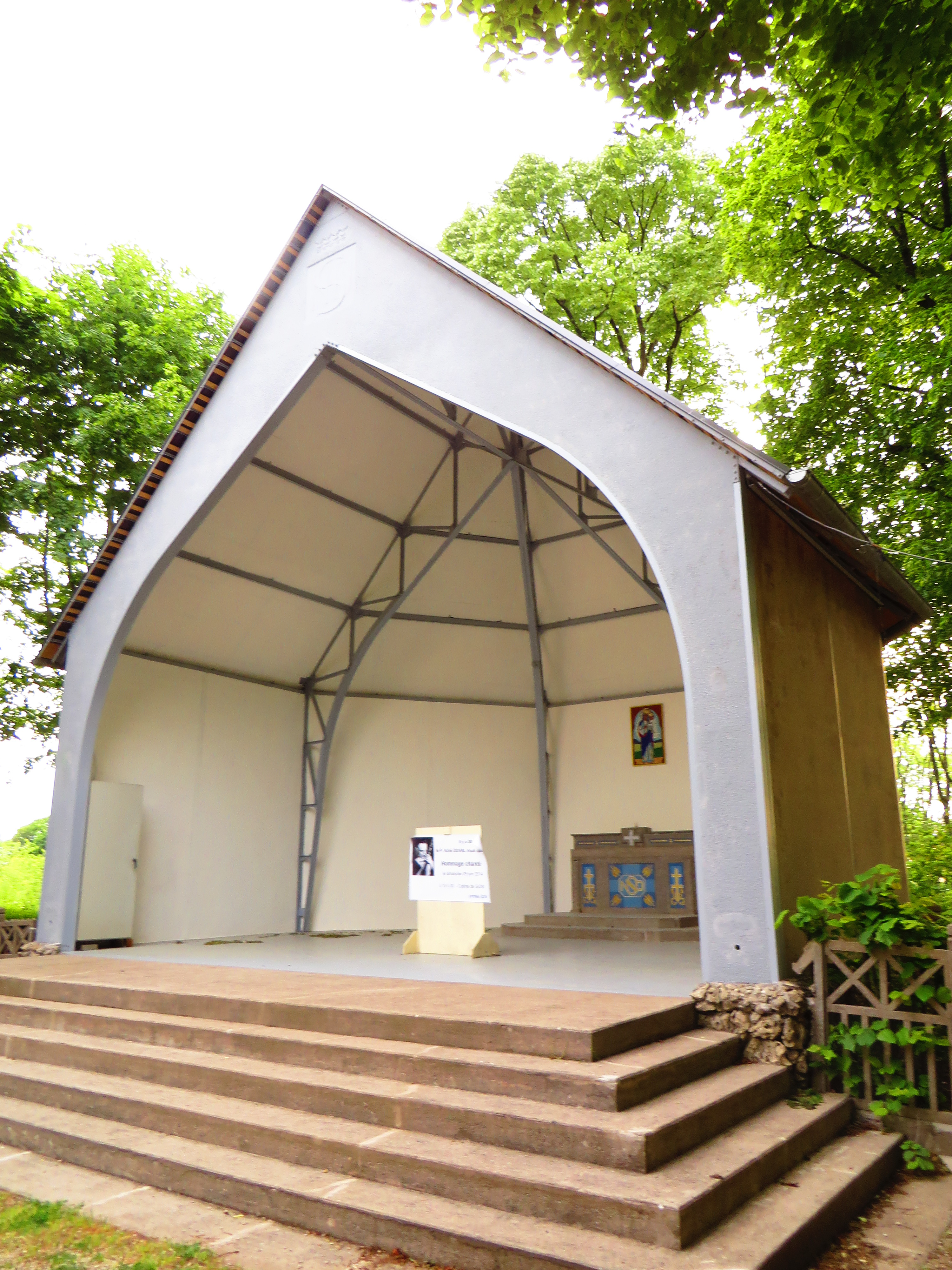
Chapelle en plein air Notre-Dame-des-Lumières.
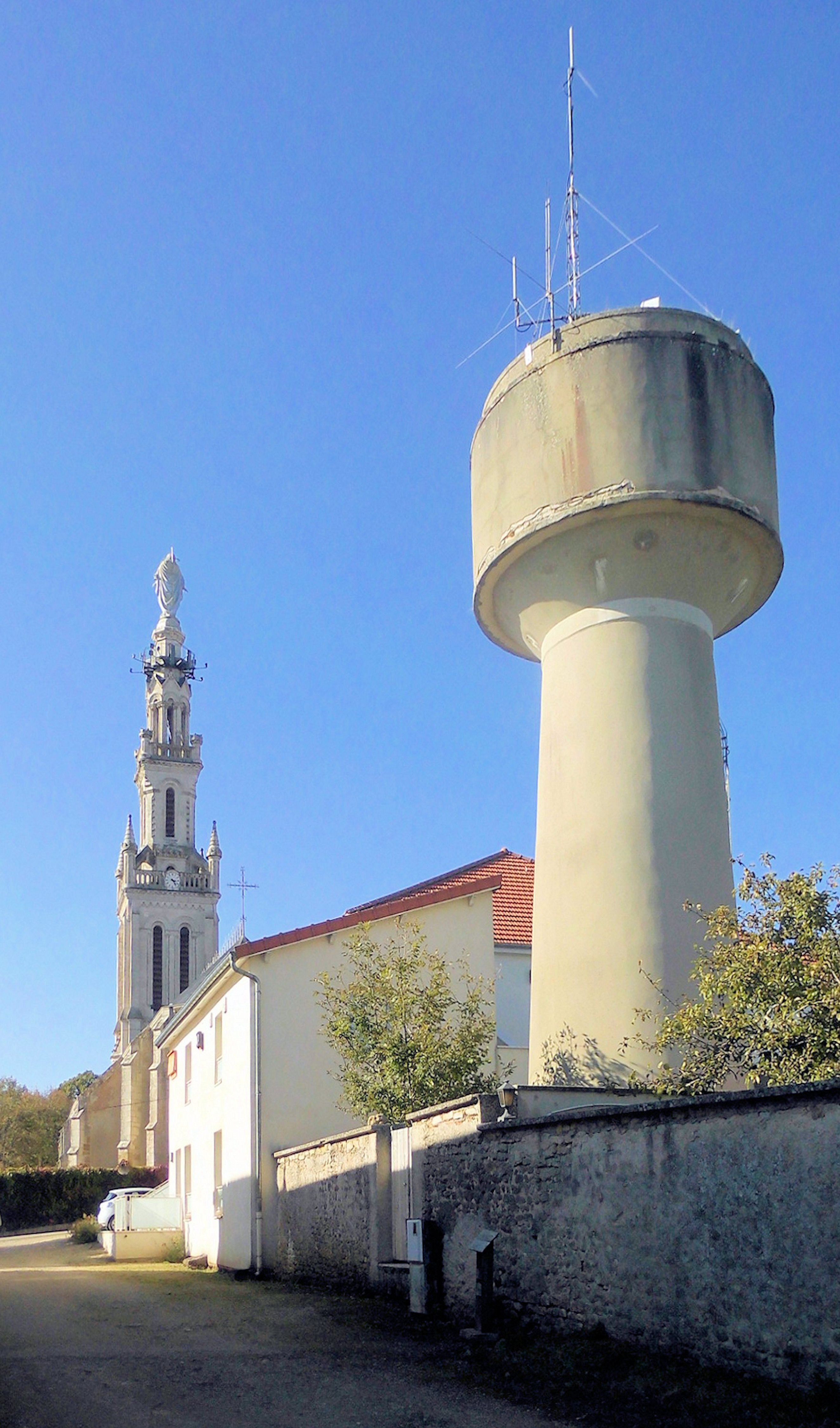
Le château d'eau.

### Personnalités liées à la commune
- Maurice Barrès (1862-1923).
- Les frères Baillard (prêtres).
- Robert Courrier, biologiste et médecin, né en 1895 à Saxon-Sion, mort en 1986.
- Eugène Vintras, occultiste du XIXe siècle.

### Héraldique, logotype et devise
| Blason de Saxon-Sion | Blason  | D'azur à la croix patriarcale d'or, accostée de deux lettres S capitales affrontées d'argent |
| Blason de Saxon-Sion | Détails | Du haut de la colline inspirée, Notre Dame protège la Lorraine. La croix de Lorraine est donc entourée des deux S, initiales de la commune. Ce blason se trouve au pied de la statue de Notre-Dame de Sion. Le statut officiel du blason reste à déterminer. |